# Rudy McCollum
Rudolph Clyde McCollum Jr. (Richmond, 28 novembre 1955) è un politico e avvocato statunitense, sindaco di Richmond dal 2001 al 2005.

## Biografia
Ha conseguito il titolo di Bachelor of Arts alla Howard University, e di Juris Doctor alla University of Maryland School of Law.